# Fertile (Iowa)
Fertile es una ciudad ubicada en el condado de Worth en el estado estadounidense de Iowa. En el Censo de 2010 tenía una población de 370 habitantes y una densidad poblacional de 152,14 personas por km².

## Geografía
Fertile se encuentra ubicada en las coordenadas 43°15′44″N 93°25′24″O / 43.26222, -93.42333. Según la Oficina del Censo de los Estados Unidos, Fertile tiene una superficie total de 2.43 km², de la cual 2.43 km² corresponden a tierra firme y (0%) 0 km² es agua.

## Demografía
Según el censo de 2010, había 370 personas residiendo en Fertile. La densidad de población era de 152,14 hab./km². De los 370 habitantes, Fertile estaba compuesto por el 97.84% blancos, el 0.54% eran afroamericanos, el 1.08% eran amerindios, el 0.27% eran asiáticos, el 0% eran isleños del Pacífico, el 0% eran de otras razas y el 0.27% pertenecían a dos o más razas. Del total de la población el 4.86% eran hispanos o latinos de cualquier raza.